# جزيرة ري
تقع جزيرة ري قبالة الساحل الغربي لفرنسا بالقرب من لا روشيل على الجانب الشمالي من مضيق أنتيوش. أعلى نقطة في الجزيرة ارتفاعها 20 مترًا (66 قدما)، ويصل طول الجزيرة إلى 30 كيلومترًا (19 ميلًا) وعرضها إلى 5 كيلومترات (3 أميال). يربط الجزيرة بلا روشيل على البر الرئيسي جسر طوله 2.9 كم (1.8 ميل) تم بناؤه عام 1988 ويدعى جسر جزيرة ري.

## توأمة
لجزيرة ري اتفاقيات توأمة مع:
- فيليبسبورغ

## أعلام
- نيكولا مارسيو